# Chen Lu
Chen Lu (chinesisch 陈露, Pinyin Chén Lù; * 24. November 1976 in Changchun, Jilin) ist eine ehemalige chinesische Eiskunstläuferin, die im Einzellauf startete. Sie ist die Weltmeisterin von 1995.

## Biografie
Chen Lu entstammt einer sportlichen Familie. Ihr Vater Xi Qin Chen war Eishockeyspieler, spielte auch in der chinesischen Nationalmannschaft und wurde später Eishockeytrainer. Ihre Mutter Yan Chui war eine Tischtennisspielerin.
Die ersten Schlittschuhe bekam Chen von ihrem Vater geschenkt. Im Alter von fünf Jahren kam sie in eine Sportschule und trainierte dort Eiskunstlaufen. Ihre erste Trainerin war Li Mingzhu.
Im Jahr 1991 bestritt sie sowohl ihre erste Juniorenweltmeisterschaft, wie auch ihre erste Weltmeisterschaft bei den Senioren. Bei den Junioren gewann sie Bronze, was sie ein Jahr später wiederholte. 1992 gewann sie in Oakland auch Bronze bei den Senioren hinter den US-Amerikanerinnen Kristi Yamaguchi und Nancy Kerrigan. Es war die erste Medaille für China bei Eiskunstlaufweltmeisterschaften. Bei den Olympischen Spielen in Albertville wurde sie Sechste. 1993 gewann sie bei der Weltmeisterschaft in Prag erneut Bronze, diesmal hinter der Ukrainerin Oksana Bajul und der Französin Surya Bonaly. Bei ihren zweiten Olympischen Spielen gewann Chen Lu 1994 in Lillehammer die Bronzemedaille hinter Oksana Bajul und Nancy Kerrigan. Auch dies war eine Premiere für China, denn nie zuvor hatte das Land zuvor eine olympische Medaille im Eiskunstlauf errungen. Nach dem Rücktritt der vor ihr platzierten Bajul und Kerrigan galt Chen als Favoritin für die anschließende Weltmeisterschaft. Ein Ermüdungsbruch zwang sie dort allerdings zur Aufgabe. Ein Jahr später war es dann im englischen Birmingham so weit und Chen Lu wurde die erste chinesische Weltmeisterin im Eiskunstlauf. Ihre Kür, die sie zur Filmmusik von Bertoluccis Der letzte Kaiser lief, enthielt fünf Dreifachsprünge. 1996 gewann Chen bei der Weltmeisterschaft in Edmonton die Silbermedaille hinter Michelle Kwan. 1997 war Chen lange verletzt und konnte sich als 25. bei der Weltmeisterschaft nicht für die Kür qualifizieren. Sie wechselte daraufhin den Trainer, ging zu Liu Hongyun und trainierte auch zeitweise in den USA. Dort arbeitete sie mit der Choreografin Lea Ann Miller zusammen. Unter der Regie des neuen Trainers gewann sie 1998 in Nagano ihre zweite Bronzemedaille bei Olympischen Spielen und bedankte sich nach der Kür bei ihrem Trainer.
Im Anschluss an ihre Amateurkarriere ging sie in die USA und lebte in San Francisco. Sie wurde Eiskunstlaufprofi, ging zur Eisrevue und trat in verschiedenen Schauevents auf. Sie veröffentlichte zwei autobiografische Bücher mit den Titeln „Butterfly on Ice“ und „The Illusions of a Butterfly“. Am 7. Juli 2005 heiratete Chen Lu den russischen Olympia-Silbermedaillengewinner im Paarlauf von 1992, Denis Petrow. Mit ihm hat sie einen Sohn und eine Tochter. Sie leben in der Volksrepublik China in Shenzhen in der Nähe von Hongkong und betreiben dort eine Eislaufschule.

## Ergebnisse
| Wettbewerb / Jahr           | 1991 | 1992 | 1993 | 1994 | 1995 | 1996 | 1997 | 1998 |
| --------------------------- | ---- | ---- | ---- | ---- | ---- | ---- | ---- | ---- |
| Olympische Winterspiele     |      | 6.   |      | 3.   |      |      |      | 3.   |
| Weltmeisterschaften         | 12.  | 3.   | 3.   | Z    | 1.   | 2.   | 25.  |      |
| Juniorenweltmeisterschaften | 3.   | 3.   |      |      |      |      |      |      |

- Z = Zurückgezogen